# Carl Froch
Carl Martin Froch (Nottingham, 2 luglio 1977) è un ex pugile e commentatore televisivo inglese.
Soprannominato "The Cobra", è stato quattro volte campione del mondo dei pesi supermedi, avendo conquistato due volte il titolo WBC ed una volta i titoli IBF e WBA. Come dilettante ha vinto la medaglia di bronzo ai campionati dilettanti 2001 nella categoria dei pesi medi.
Annoverato tra i migliori pugili inglesi di sempre, la sua carriera professionale è durata 14 anni, dal 2001 sino al suo ritiro avvenuto nel 2015. Noto per il suo stile di combattimento aggressivo e spettacolare, così come per la sua resistenza, è inoltre considerato tra i pugili con la "mascella più resistente" della sua epoca. È stato nominato "pugile dell'anno" nel 2012 dalla World Boxing News e da BoxRec. Nel 2013, l'edizione inglese della rivista GQ lo ha nominato "sportivo dell'anno". Ha raggiunto la sesta posizione della classifica pound for pound di BoxRec e Ring Magazine,  mentre è stato nominato dalla BBC come il miglior pugile inglese pound for pound di sempre.

## Biografia
Carl Martin Froch nasce a Colwick, Nottingham, il 2 luglio 1977, figlio di Frank Froch e Carol Douglas. I suoi nonni paterni erano di origine polacca e tedesca, mentre la famiglia materna è inglese. Da giovane, Froch sognava di diventare un calciatore per poter giocare col Nottingham Forest, la squadra locale. Durante la sua carriera da pugile esprime inoltre il desiderio di poter combattere al City Ground. Egli è inoltre un fan di Johnny Cash.
Froch è un sostenitore del Nottingham Forest e si è occasionalmente allenato nel centro sportivo della squadra in vista di alcuni suoi incontri. Una settimana prima del suo secondo incontro con Mikkel Kessler, è apparso nella trasmissione calcistica Soccer AM, in onda su Sky Sport.

### Vita privata
È legato sentimentalmente alla modella inglese Rachael Cordingley, con la quale ha tre figli: Rocco (n. 2010), Natalia (n. 2013) e Penelope (11 settembre 2015).

## Carriera

### Dilettantismo
Carl Froch inizia i suoi primi passi nel mondo del pugilato nel villaggio di Gedling, Nottinghamshire. Come dilettante, conquista due titoli amatoriali inglesi nella categoria dei pesi medi, rispettivamente nel 1999 e nel 2001. Nello stesso anno prende parte ai mondiali di Belfast, dove vince una medaglia di bronzo prima di passare al professionismo. Nel corso della sua carriera amatoriale ha anche l'occasione di affrontare Peter Manfredo Jr., dal quale viene però sconfitto.

### Professionismo
Froch compie il suo debutto da professionista il 16 marzo 2002, sconfiggendo il connazionale Michael Pinnock per KO tecnico alla quarta ripresa.

#### Conquista del titolo WBC e le difese

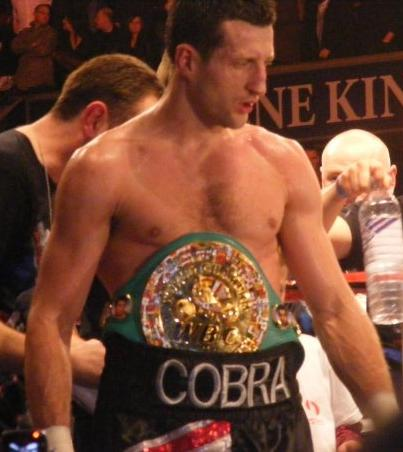
Froch festeggia la vittoria della corona WBC, 6 dicembre 2008

I precedenti successi dell'inglese gli valgono la possibilità di lottare per la prima volta per un titolo mondiale. Viene così fissato un incontro con il canadese Jean Pascal per la cintura vacante WBC dei supermedi. Nel corso della settimana precedente al combattimento, Froch subisce il perforamento di un timpano e la frattura di una costa che mettono a serio repentaglio lo svolgimento del match. Il promoter Mick Hennessy offre al suo assistito la possibilità di ritirarsi dall'incontro, ma quest'ultimo rifiuta.
Froch affronta Pascal il 6 dicembre 2008 presso il Trent Arena, lo stadio di casa. Entrambi i contendenti dimostrano enorme grinta e determinazione, mettendo a segno ed allo stesso tempo ricevendo una grande quantità di colpi potenti. A seguito del duro match, che ha messo in evidenza le doti caratteriali e tecniche di entrambi i pugili, è Froch a prevalere, con una larga vittoria ai punti: 116–112, 117–111 e 118–110. Il confronto con il canadese segna l'inizio di una grande amicizia tra i due pugili, che si ritroveranno più tardi anche colleghi di sparring.

##### Froch VS Taylor: l'affermazione
Dopo il successo su Pascal, il 25 aprile 2009 Froch affronta lo statunitense ed ex campione indiscusso dei medi Jermain Taylor (28–2–1; 17 KO) al Foxwoods Resort, nel Connecticut. Nella sua prima difesa del titolo, l'inglese subisce un atterramento al 3º round, il primo della sua intera carriera pugilistica. All'inizio della dodicesima ed ultima ripresa Froch si ritrova indietro su due dei tre cartellini dei giudici di gara e nella parte conclusiva del round attacca con foga un Taylor visibilmente affaticato, riuscendo ad atterrarlo. Il match riprende ma Froch incalza nuovamente uno sfinito Taylor e l'arbitro decreta la fine dell'incontro per KO tecnico a 14 secondi dalla fine. L'inglese difende così la sua corona, malgrado in pochi lo ritenessero in grado di riuscire nell'impresa.
Immediatamente dopo la vittoria, il nativo di Nottingham lancia una sfida all'imbattuto italo-gallese Joe Calzaghe, così come ad altre stelle della divisione, affermando: «Kessler, Pavlik, Hopkins, voglio che assaporino tutti la mia forza».
Più tardi si prospetta una sfida contro il danese Mikkel Kessler (42–1; 31 KO), detentore del mondiale WBA della divisione. Malgrado la sfida non si concretizzi, essa viene rinviata solamente di qualche mese, poiché nella metà dell'anno si sviluppa l'idea di fissare un torneo comprendente tutte le migliori stelle della divisione.

#### La partecipazione alSuper Six World Boxing Classic
Il 13 luglio 2009 l'inglese accetta l'invito di prendere parte al Super Six World Boxing Classic, un prestigioso torneo organizzato dalla rete statunitense Showtime per decretare il vero re dei supermedi. Al vincitore del torneo verranno inoltre assegnate le cinture WBC e WBA della divisione. Il Super Six prevede la partecipazione, oltre a Froch, di cinque altri pugili dalla caratura internazionale: gli statunitensi Andre Dirrell, Andre Ward e Jermain Taylor, Mikkel Kessler ed il tedesco Arthur Abraham.
Come primo sfidante del torneo, Froch si ritrova opposto ad Andre Dirrell (18–0; 13 KO).

#### Dopo ilSuper Six: assalto al mondiale IBF

##### Froch VS Bute
Agli inizi del 2012 l'IBF nomina ufficialmente l'inglese come sfidante numero uno alla corona della federazione, detenuta dall'imbattuto romeno Lucian Bute (30–0; 24 KO). La battaglia, denominata No Easy Way Out, si svolge il 26 maggio 2012 nella città natale di Froch, Nottingham. Benché dato sfavorito dai bookmaker, critici e fan da tutto il mondo, Froch porta a termine uno dei successi più grandi della sua carriera dominando l'avversario con la sua iniziativa e vincendo la sfida per KO tecnico alla quinta ripresa. Ciò lo rende il nuovo detentore del titolo IBF dei supermedi, nonché un tre volte campione del mondo.

#### Il titolo WBA
Il 26 maggio 2013 Froch affronta per la seconda volta il danese Mikkel Kessler, in un'attesa rivincita presso l'O2 Arena di Londra valevole per il mondiale WBA dei supermedi. L'inglese riesce a prevalere via decisione unanime dopo 12 round combattuti: 118-110, 116-112 e 115-113. Con la vittoria, il Cobra aggiunge il titolo WBA all'IBF già in suo possesso.
Dopo la battaglia, Froch menziona tra le sue possibilità un rematch con Andre Ward nel Regno Unito, o un possibile terzo incontro con Kessler.

#### Gli ultimi due incontri ed il ritiro
Dopo la vittoria di Carl sul danese Mikkel Kessler, la IBF nomina l'imbattuto inglese George Groves (19–0; 15 KO) come sfidante numero uno dei supermedi. Viene così organizzata una sfida tra i due, per il 23 novembre, presso il Phones 4 U Arena di Manchester, con in palio le corone IBF e WBA in possesso di Froch. Al termine della prima ripresa il campione in carica subisce a sorpresa un knockdown, il secondo della sua intera carriera, dopo essere stato colpito con un rapido destro al mento. Sebbene stordito, riesce a proseguire l'incontro. Il ventiseienne Groves si rivela un avversario determinato e le accese e spettacolari riprese centrali vedono entrambi i contendenti scambiarsi potenti combinazioni al volto. Nel corso dell'incontro Froch viene più volte scosso dai pugni sfoderati da Groves, ma dopo una dura e serrata battaglia riesce a trionfare per KO tecnico al nono round. Tuttavia l'esito del match causa diverse polemiche, poiché molti analisti consideravano l'interruzione da parte dell'arbitro Howard John Foster come troppo affrettata. Al momento dello stop, Froch era in svantaggio sui cartellini dei giudici: 73-78, 75-76 e 75-76. Il risultato del match porta ben presto il pubblico inglese a chiedere a gran voce una rivincita.
Il 24 gennaio 2014 la IBF ordina una rivincita obbligatoria contro George Groves nel giro di 90 giorni, invitando Froch a rendere vacante il titolo in caso di rifiuto.

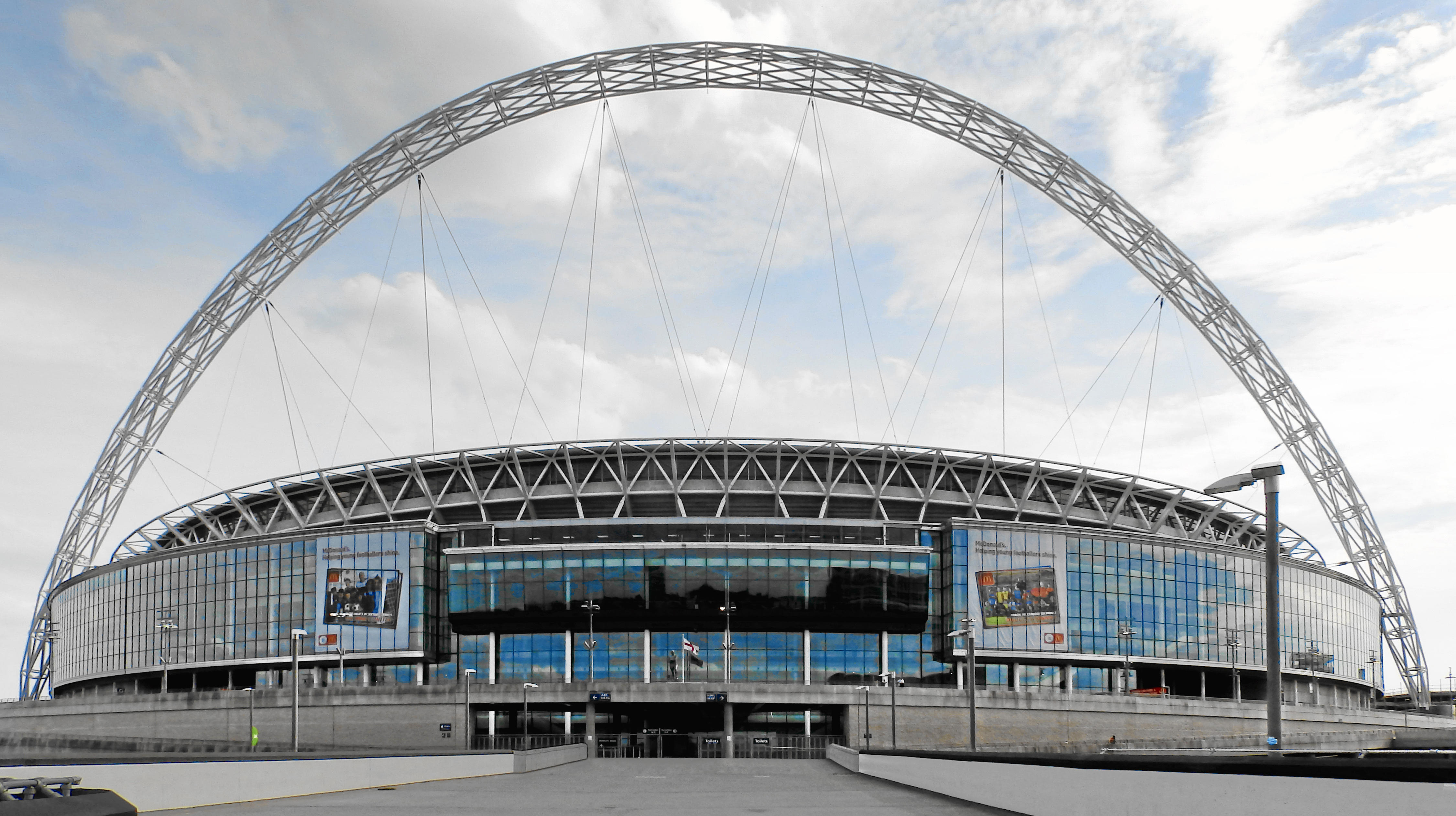
La rivincita tra Carl Froch e George Groves, svoltasi al Wembley Stadium, è stato l'incontro di pugilato che ha attratto il più alto numero di spettatori nel Regno Unito, sin dai tempi della seconda guerra mondiale

La rivincita non tarda ad arrivare: il campione in carica accetta la proposta, ed il 13 febbraio Eddie Hearn e la Matchroom Boxing annunciano che il secondo match con Groves si sarebbe svolto il 31 maggio al Wembley Stadium di Londra. Froch motiva la sua scelta dichiarando che l'incontro era "ciò che il pubblico inglese desiderava vedere" e che avrebbe difeso i suoi titoli IBA e WBA dei supermedi. I biglietti per l'atteso match si esauriscono in poco tempo: dopo che 60 000 di essi erano stati venduti nel giro di solo un'ora, altri 20 000 vengono messi a disposizione, rendendo Froch-Groves II l'incontro di boxe tenutosi in Inghilterra con il pubblico più numeroso sin dai tempi della seconda guerra mondiale.
Così come per il primo match, anche la rivincita si rivela essere spettacolare, sebbene in questo secondo caso entrambi siano inizialmente più focalizzati sull'aspetto difensivo.  Carl si guadagna le riprese iniziali pur prendendosi qualche poderoso colpo, badando a prendere le misure dell'avversario, che lo colpisce duro nei primi round anche con diverse azioni disordinate. Groves parte aggressivamente all'attacco nell'ottavo round, sino a quando Froch estrae un durissimo gancio destro al volto dello sfidante, mandandolo pesantemente al tappeto e decretando la fine del match per KO. Inizialmente Groves pareva aver perso conoscenza, ma si rivela inutile il tentativo di rialzarsi, poiché l'arbitro Charlie Fitch lo aveva già considerato non in grado di proseguire il match. Fu celebre il commento del KO da parte di Mike Costello della rete BBC, che definì il colpo finale come "il miglior pugno che si possa mai vedere dentro un ring di pugilato inglese". L'esito plateale del match fu nominato KO dell'anno (Knockout of the Year) dalla rivista pugilistica The Ring.
Malgrado la prospettiva di appetibili match con nomi come Bernard Hopkins, Julio César Chávez Jr. e Gennadij Golovkin, il 14 luglio 2015, dopo una carriera professionale durata 14 anni, Froch annuncia ufficialmente il proprio ritiro a 38 anni. L'inglese non saliva sul ring da oltre 14 mesi, sin dalla sua rivincita con George Groves.
Nel novembre 2015, Carl dichiara di voler tornare nel ring solamente per affrontare il campione IBF James DeGale, il quale più tardi gli consiglia di "godersi il ritiro e non tornare più sul ring".

## Dopo il ritiro
Subito dopo aver annunciato il suo ritiro da pugile professionista, Froch diventa commentatore tecnico per Sky Sport, con cui sigla un accordo nell'estate 2015 che prevede la telecronaca di oltre 200 incontri di boxe.

## Record professionale
| Ris.      | Record | Avversario        | Tipo                  | Rnd., Tempo   | Data       | Luogo                                | Note |
| --------- | ------ | ----------------- | --------------------- | ------------- | ---------- | ------------------------------------ | --- |
| Vittoria  | 33–2   | George Groves     | KOT                   | 8 (12), 2:28  | 31-05-2014 | Wembley Stadium, Londra              | Difende i titoli WBA ed IBF dei pesi supermedi.                                                              |
| Vittoria  | 32–2   | George Groves     | KOT                   | 9 (12), 1:33  | 23-11-2013 | Wembley Stadium, Londra              | Difende i titoli WBA ed IBF dei pesi supermedi.                                                              |
| Vittoria  | 31–2   | Mikkel Kessler    | Decisione (unan.)     | 12            | 25-05-2013 | The O2 Arena, Londra                 | Difende il titolo IBF dei pesi supermedi. Vince il titolo WBA dei pesi supermedi.                            |
| Vittoria  | 30–2   | Yusaf Mack        | KO                    | 3 (12), 2:30  | 12-11-2012 | Capital FM Arena, Nottingham         | Difende il titolo IBF dei pesi supermedi.                                                                    |
| Vittoria  | 29–2   | Lucian Bute       | KOT                   | 5 (12), 1:05  | 27-05-2012 | Capital FM Arena, Nottingham         | Vince il titolo IBF dei pesi supermedi.                                                                      |
| Sconfitta | 28–2   | Andre Ward        | Decisione (unan.)     | 12            | 17-12-2011 | Boardwalk Hall, Atlantic City        | Perde il titolo WBC dei pesi supermedi. Valido anche per i titoli WBA (Super) e The Ring dei pesi supermedi. |
| Vittoria  | 28–1   | Glen Johnson      | Decisione (magg.)     | 12            | 04-06-2011 | Boardwalk Hall, Atlantic City        | Difende il titolo WBC dei pesi supermedi.                                                                    |
| Vittoria  | 27–1   | Arthur Abraham    | Decisione (unan.)     | 12            | 27-11-2010 | Hartwall-areena, Helsinki            | Vince il titolo vacante WBC dei pesi supermedi.                                                              |
| Sconfitta | 26–1   | Mikkel Kessler    | Decisione (unan.)     | 12            | 24-04-2010 | Messecenter Herning, Herning         | Perde il titolo WBC dei pesi supermedi.                                                                      |
| Vittoria  | 26–0   | Andre Dirrell     | Decisione (non unan.) | 12            | 17-10-2009 | Trent FM Arena, Nottingham           | |
| Vittoria  | 25–0   | Jermain Taylor    | KOT                   | 12 (12), 2:46 | 25-04-2009 | Foxwoods Resort Casino, Mashantucket | Difende il titolo WBC dei pesi supermedi.                                                                    |
| Vittoria  | 24–0   | Jean Pascal       | Decisione (unan.)     | 12            | 06-12-2008 | Trent FM Arena, Nottingham           | Vince il titolo vacante WBC dei pesi supermedi.                                                              |
| Vittoria  | 23–0   | Albert Rybacki    | KOT                   | 4 (12), 2:35  | 10-05-2008 | Trent FM Arena, Nottingham           | |
| Vittoria  | 22–0   | Robin Reid        | RIT                   | 5 (12), 3:00  | 09-11-2007 | Trent FM Arena, Nottingham           | Difende il titolo britannico dei pesi supermedi.                                                             |
| Vittoria  | 21–0   | Sergey Tatevosyan | KOT                   | 2 (12), 2:54  | 23-03-2007 | Trent FM Arena, Nottingham           | |
| Vittoria  | 20–0   | Tony Dodson       | KO                    | 3 (12), 2:55  | 24-11-2006 | Trent FM Arena, Nottingham           | Difende il titolo britannico e del Commonwealth dei pesi supermedi.                                          |
| Vittoria  | 19–0   | Brian Magee       | KO                    | 11 (12), 1:21 | 26-05-2006 | York Hall, Londra                    | Difende il titolo britannico e del Commonwealth dei pesi supermedi.                                          |
| Vittoria  | 18–0   | Dale Westerman    | KOT                   | 9 (12), 1:45  | 17-02-2006 | York Hall, Londra                    | Difende il titolo del Commonwealth dei pesi supermedi.                                                       |
| Vittoria  | 17–0   | Ruben Groenewald  | KOT                   | 5 (12), 2:25  | 12-02-2006 | Trent FM Arena, Nottingham           | Difende il titolo del Commonwealth dei pesi supermedi.                                                       |
| Vittoria  | 16–0   | Matthew Barney    | Decisione (unan.)     | 12            | 09-07-2005 | Trent FM Arena, Nottingham           | Difende il titolo britannico e del Commonwealth dei pesi supermedi.                                          |
| Vittoria  | 15–0   | Henry Porras      | KOT                   | 8 (10), 0:56  | 21-04-2005 | The Avalon, Hollywood                | |
| Vittoria  | 14–0   | Damon Hague       | KOT                   | 1 (12), 2:10  | 24-09-2004 | Trent FM Arena, Nottingham           | Difende il del Commonwealth dei pesi supermedi. Vince il titolo britannico dei pesi supermedi.               |
| Vittoria  | 13–0   | Mark Woolnaugh    | KOT                   | 11 (12), 1:47 | 02-06-2004 | Trent FM Arena, Nottingham           | Difende il titolo del Commonwealth dei pesi supermedi.                                                       |
| Vittoria  | 12–0   | Charles Adamu     | Decisione (unan.)     | 12            | 12-03-2004 | Trent FM Arena, Nottingham           | Vince il titolo del Commonwealth dei pesi supermedi.                                                         |
| Vittoria  | 11–0   | Dmitry Adamovich  | KOT                   | 2 (8), 1:07   | 30-01-2004 | Goresbrook Leisure Centre, Londra    | |
| Vittoria  | 10–0   | Alan Page         | KOT                   | 7 (10), 1:40  | 28-11-2003 | Storm Arena, Derby                   | Vince il titolo inglese dei pesi supermedi.                                                                  |
| Vittoria  | 9–0    | Vage Kocharyan    | Decisione (unan.)     | 8             | 04-10-2003 | Alexandra Palace, Londra             | |
| Vittoria  | 8–0    | Michael Monaghan  | KOT                   | 3 (8), 2:18   | 16-04-2003 | Trent FM Arena, Nottingham           | |
| Vittoria  | 7–0    | Varuzhan Davtyan  | KOT                   | 5 (8), 1:44   | 05-03-2003 | York Hall, Londra                    | |
| Vittoria  | 6–0    | Valery Odin       | KOT                   | 6 (8), 2:15   | 28-01-2003 | Trent FM Arena, Nottingham           | |
| Vittoria  | 5–0    | Mike Duffield     | KOT                   | 1 (6), 1:14   | 21-12-2002 | Goresbrook Leisure Centre, Londra    | |
| Vittoria  | 4–0    | Paul Bonson       | Decisione (unan.)     | 6             | 25-10-2002 | York Hall, Londra                    | |
| Vittoria  | 3–0    | Darren Covell     | KOT                   | 1 (6), 2:03   | 01-08-2002 | York Hall, Londra                    | |
| Vittoria  | 2–0    | Ojay Abrahams     | KO                    | 1 (6), 2:18   | 10-05-2002 | York Hall, Londra                    | |
| Vittoria  | 1–0    | Michael Pinnock   | KOT                   | 4 (6), 2:03   | 16-03-2002 | York Hall, Londra                    | Debutto professionale                                                                                        |